# Liste des catholicos albaniens
La Liste des catholicos albaniens regroupe l'ensemble des catholicos de l'Église albanienne jusqu'en 1815.

## Origine
La légende attribue la création de l'Église albanienne en 79 ap. J.-C. à l'évangélisateur saint Eghichaï ou Eghiché, disciple du saint apôtre Thaddée, ordonné à Jérusalem par saint Jacques. On dénombre traditionnellement 95 primats titulaires de ce siège. 
Dans son Histoire des Aghovans, l'historien arménien Movse Kaghancantovatsi donne une liste de 45 Catholicos ou Primats de l'Église albanienne avec la durée de leur épiscopat, pour une durée totale de 659 années à partir de saint Grigoris, petit-fils du grand Grégoire Ier l'Illuminateur, et qui se termine en 998/999. 
Il cite également le catholicos Ter Erémia sous lequel le Bienheureux Mesrop inventa les lettres albaniennes comme il en avait déjà donné à l’Arménie et à l'Ibérie. La venue de Mesrop dans l’Albanie du Caucase se placerait donc dans les premières années du Ve siècle « sous le roi Esvaghen, le patriache Erémia, au temps de Théodose le Jeune et d’Iezdédjerd ». 
Un autre historien arménien du XIIe siècle, Mkhitar Goch, a composé une Chronique d'Aghuanie qu'il présente comme un complément de l'œuvre de Movse Kaghancantovatsi. Elle reprend et poursuit la liste des catholicos en fournissant des indications chronologiques complémentaires. 
Selon Marie-Félicité Brosset, il semble résulter clairement que Ter Abbas qui « transporta le siège patriarcal de Tchor à Barda et siégea 44 ans dans l'Aghovanie » occupa le siège de 551 à 595. Le dernier prélat cité par Movse Kaghancantovatsi est « Ter Movsès (6 ans) », supérieur du couvent de Pharhisos et successeur de « Ter Ponéghas (18 ans) », qui correspondent dans la liste ci-dessous à Moïse III (987-993) et à son prédécesseur Pierre Ier (971-987).
À partir de la fin du XVe siècle, le siège patriarcal fut fréquemment occupé par des membres de la dynastie des princes puis méliks de Khatchen, dits les « Hasan-Jalalian ».

## Liste des primats

### Primats apostolique ou semi-légendaires
- Éghiché l'Apôtre, mort vers 79 ;
- mort en 343 : Grigoris ;
- après 343 : Mathéos (Ier) ;
- Sahak (Ier) ;
- Moise (Ier) ;
- Pant ;
- Ghazar ;
- Zacharie (Ier) ;
- vers 399 : David (Ier) ;
- vers 400 : Hovhan (Ier) ;
- vers 423 : Érémia ;

### Primats historiques
- vers 500-551 : Choup'haghicho ;
- 551-595 : Ter Abas ;
- 595-629 : Viroï[3] ;
- 629-644 : Zacharie Ier ;
- 644-671 : Hovhan ou Jean Ier ;
- 671-683 : Oukhtanès ;
- 683-689 : Eghiazar ;
- 689-706 : Bakour ou Nersès Ier (dernier primat de l'Église d'Albanie indépendante) ;
- 706-707 : Siméon Ier ;
- 707-744 : Michel ;
- 744-748 : Anastase Ier ;
- 748-765 : Joseph Ier ;
- 765-769 : David Ier ;
- 769-778 : David II ;
- 778-779 : Mathieu Ier ;
- 779-781 : Moïse Ier ;
- 781-784 : Aaron ;
- 784-784 : Soghomon Ier ;
- 784-788 : Théodoros ;
- 788-789 : Soghomon II ;
- 799-824 : Jean II ;
- 824-824 : Moïse II ;
- 824-852 : David III ;
- 852-877 : Joseph II ;
- 877-894 : Samuel ;
- 894-902 : Hovnan ;
- 902-903 : Siméon II ;
- 823-929 : David IV ;
- 929-947 : Isaac Ier ;
- 947-958 : Gagik ;
- 958-965 : David V ;
- 965-971 : David VI ;
- 971-987 : Pierre Ier ;
- 987-993 : Moïse III ;
- vers 996 : Marc Ier ;
- vers 1038 : Joseph III ;
- mort vers 1077 : Marc II ;
- 1077-1103 : Stéphane Ier ;
- 1103-1130 : Jean V ;
- 1130-1132 : Stéphane II ;
- 1132-1140 : vacance ;
- vers 1140 : Grégoire Ier ;
- après 1140 : Bezhgen ;
- 1149-1155 : Nersès II ;
- 1155-1195 : Stéphane III ;
- 1195-1235 : Jean VI ;
- 1235-1262 : Nersès III ;
- 1262-1263 : Stéphane IV ;
- vers 1323 : Soukyan ;
- vers 1331 : Zacharie II ;
- 1406 : Petros II ;
- 1406-1411 : Karapet ;
- 1411-1411 : David VII ;
- 1412-1440 : Mathieu II ;
- 1440-1441 : Athanase II ;
- après 1441 : Grégoire Ier ;
- mort en-1470 : Jean VII Hasan Jalalian[4] ;
- après 1470 : Mathéos IV ;
- mort en 1478 : Aristakès Ier Hasan Jalalian ;
- 1478-1481 : Nersès IV ;
- 1481-???? : Chmavon Ier ;
- ????-1495 : Thomas ;
- 1495-1511 : Arakial ;
- 1511-1521 : Aristakès II ;
- 1521-1555 : Serge Ier (Sargis Ier Hasan Jalalian), fils du mélik Hatir de Khatchen ;
- 1556-1573 : Grégoire II Hasan Jalalian, fils du mélik Mehrab de Khatchen ;
- 1571- : Pierre III ;
- 1573-1574 : David VIII Hasan Jalalian, neveu de Grégoire III Hasan Jalalian ;
- 1563- : Philippos
- en -1586 : Jean VII Hasan Jalalian (mort en 1621), neveu de David VIII Hasan Jalalian ;
- 1586-1611 : Chmavon II ;
- 1588-1593 : Aristakès III ;
- 1593-1596 : Melchiseth Arashetsi ;
- 1596- : Siméon III ;
- 1633-1634 : Jean VIII ;
- 1631-1653 : Grégoire III Hasan Jalalian, fils du mélik Velidjian II de Khatchen ;
- 1653-1675 : Pierre III ;
- 1675-1701 : Siméon IV (anti-primat) ;
- 1676-1700 : Jérémie II Hasan Jalalian, fils du mélik Balthazar de Khatchen ;
- 1702-1728 : Isaïe Hasan Jalalian, petit-fils du mélik Velidjian III de Khatchen ;
- 1706-1763 : Nersès V (anti-primat) ;
- 1763-1765 : Israël (anti-primat)[5] ;
- 1763-1786 : Jean IX Hasan Jalalian (tué en 1788), petit-fils du mélik Allahverdi Ier de Khatchen ;
- 1786-1806 : Israël (anti-primat rétabli) ;
- 1794-1810 : Siméon V ;
- 1794-1815 : Serge II (Sargis II Hasan Jalalian) (mort en 1828), frère de Jean IX Hasan Jalalian ; à partir de 1815 avec seulement le titre de métropolite.

L'Église indépendante disparaît en 1815.